# Lovestruck!
Lovestruck! – czwarty minialbum południowokoreańskiej grupy Kep1er, wydany 10 kwietnia 2023 roku przez wytwórnię Wake One Entertainment. Płytę promował singel „Giddy”.

## Lista utworów
| CD | CD                 | CD                                                                                   | CD | CD                        | CD      |
| Nr | Tytuł utworu       | Tekst                                                                                | Kompozycja | Aranżacja                 | Długość |
| -- | ------------------ | ------------------------------------------------------------------------------------ | --- | ------------------------- | ------- |
| 1. | „Giddy”            | Hwang Yu-bin (Verygoods)                                                             | Stainboys (Room01), Alina Smith (Lyre), Annalise Morelli (Lyre), Gino Barletta, Justin Reinstein, Anna Timgren, Charlotte Wilson, Jjean, Isa Guerra | Stainboys (Room01)        | 3:04    |
| 2. | „Lvly”             | Danke, Liljune (153/Joombas), Zaya (153/Joombas)                                     | Park Woo-sang, Sophia Brenna, Elle Campbell | Park Woo-sang             | 3:20    |
| 3. | „Back to the City” | JulY (Verygoods), Choi Ji-yoon (153/Joombas), Lee Su-jeong (Verygoods), Janey (Mumw) | Justin Reinstein, Jjean | Justin Reinstein          | 3:20    |
| 4. | „Why”              | Kim So-yoon                                                                          | Park Soo-seok, Seo Ji-eun, Moon Kim (Room01) | Park Soo-seok, Seo Ji-eun | 3:01    |
| 5. | „Happy Ending”     | Park Woo-sang                                                                        | Park Woo-sang, Livy | Park Woo-sang             | 2:58    |

## Notowania
| Lista                                 | Pozycja | Źr.   |
| ------------------------------------- | ------- | ----- |
| South Korean Albums (Circle)          | 2       | [ 2 ] |
| Japanese Albums (Oricon)              | 7       | [ 3 ] |
| Japanese Digital Albums (Oricon)      | 15      | [ 4 ] |
| Japanese Hot Albums (Billboard Japan) | 29      | [ 5 ] |

## Sprzedaż
| Kraj             | Sprzedaż |
| ---------------- | -------- |
| Korea Południowa | 160 318  |
| Japonia          | 8130     |